# Cilix (Griekse mythologie)
Cilix (Oudgrieks: Κίλιξ of Κίλικας) is een figuur uit de Griekse mythologie. Hij was de zoon van Agenor, koning van Tyrus, en Telephassa, en broer van Cadmus en Europa. Volgens andere bronnen was Agenors zoon Phoenix zijn vader.
Zeus zag Europa bloemen verzamelen en werd onmiddellijk verliefd op haar. Hij veranderde zichzelf in een witte stier en droeg Europa weg naar Kreta. Hij maakte zich daar aan haar bekend en Europa werd de eerste koningin van Kreta.
Cilix zocht naar haar en vestigde zich uiteindelijk in Klein-Azië in het land dat naar hem Cilicië werd genoemd.